# Eurocon 2003
Eurocon 2002, acronim pentru Convenția europeană de science fiction din 2002, a avut loc la Turku în  Finlanda, pentru prima dată.